# 粗纹蜑螺
粗纹蜑螺（学名：Nerita undata），是原始腹足目蜑螺科蜑螺属的一种。主要分布于新加坡、马来西亚、印度尼西亚、中国大陆、台湾，常栖息在岩礁上、潮间带。